# フセイン・オズグルグン
フセイン・オズグルグン（Hüseyin Özgürgün、1965年 - ）は、キプロスの政治家。国際社会では未承認の北キプロス・トルコ共和国の首相、外務大臣を歴任した。
アンカラ大学の政治学部を卒業、イギリスでは言語学を研究。また、サッカーと陸上競技の代表選手だった。
1998年に北キプロス議会の議員に当選し政界入り。以後、2003年、2005年、2009年に議員に再選されている。2004年から2009年まで欧州評議会議員。2006年の2月から12月まで国民統一党委員長。2009年5月5日に外務大臣に就任。2010年4月23日に首相のデルヴィシュ・エロールが大統領に就任したことにより首相職が空席になったため、同日より首相代行に就任し、同年5月17日まで務めた。
既婚、二人の子どもがいる。